# 乌加·加西莫夫
乌加·加西莫夫（1986年7月24日—2014年1月11日），是一名阿塞拜疆国际象棋特级大师。擅长下快棋。在2009年11月，他的最好世界排名是第六名。
他出生于阿塞拜疆首都巴库，出身于军人家庭。2000年，诊断出患有癫痫症。但仍然带病，赢得2005年卫城国际象棋锦标赛冠军和2008年大卡佩勒公开赛冠军。
2014年1月11日，在德国海德堡接受脑部肿瘤手术，不治身亡。